# ケーズホールディングス
株式会社ケーズホールディングス（英: K'S HOLDINGS CORPORATION）は、茨城県水戸市に本社を置く家電量販店チェーンを展開する企業。子会社8社及びその他フランチャイズ契約加盟店により構成される（2021年3月現在）。家電量販店の売上高では2023年1月2日時点では国内3位だったが、2024年3月期決算で7183億円で国内暫定6位と転落している。主に「ケーズデンキ」（アルファベット表記はK's）の屋号で、家電量販店チェーンを展開している。北関東YKKの内の1つである。

## 沿革
1947年（昭和22年）
- 3月 - 創業者の加藤馨が、加藤電機商会として茨城県水戸市にてラジオ販売・修理業を開始。

1955年（昭和30年）
- 10月 - 法人化（有限会社加藤電機商会設立）。当時はナショナルショップに加盟していた[4][注 1]。

1971年（昭和46年）
- 5月 - 有限会社カトーデンキに商号変更。

1973年（昭和48年）
- 9月29日 - 株式会社への組織変更。株式会社カトーデンキに商号変更。

1980年（昭和55年）
- 9月 - 家電小売業を行う子会社として、カトーデンキ販売株式会社を設立（カトーデンキは不動産賃貸業に集中）。

1982年（昭和57年）
- 3月 - 加藤馨が会長に就任、加藤修一が社長に就任。

1985年（昭和60年）
- 3月 - カトーデンキ販売が、カトーデンキを吸収合併。
- 3月 - 全店POS導入。

1987年（昭和62年）
- 5月 - 初の茨城県外店舗を栃木県宇都宮市に開店。

1988年（昭和63年）
- 4月 - 株式の店頭公開。

1991年（平成3年）
- 7月 - よつば電機（福島県、後の東北ケーズデンキ）を子会社化。

1993年（平成5年）
- 9月 - 北越電機（新潟県、現在の北越ケーズ）とフランチャイズ契約に係る業務提携。
- 大宮電化（埼玉県）とフランチャイズ契約に係る業務提携（後にフランチャイズ契約を解除している）。

1994年（平成6年）
- ユーアイ電器（神奈川県）及び三石電化センター（静岡県）とフランチャイズ契約に係る業務提携。

1995年（平成7年）
- 3月 - 大坂屋（香川県、現在のビッグ・エス）との間でフランチャイズ契約に係る業務提携を締結。
- 6月 - 会長加藤馨が名誉会長に就任。
- 吉田商事（石川県）とフランチャイズ契約に係る業務提携。

1996年（平成8年）
- 5月 - ウシオ（鳥取県）及びセブンデンキ（鹿児島県）とフランチャイズ契約に係る業務提携。
- 10月 - シミズデンキ（茨城県）とフランチャイズ契約に係る業務提携。

1997年（平成9年）
- 9月 - 正一電気（鹿児島県）とフランチャイズ契約に係る業務提携。
- 11月 - 株式会社ケーズデンキに商号変更。

1999年（平成11年）
- 10月 - ピーシーデポコーポレーション（神奈川県）と「PC DEPOT」のフランチャイズ契約を締結。

2000年（平成12年）
- 6月 - 三石電化センターとのフランチャイズ契約を解除。
- 7月 - 連結子会社として、モバイルシステムひたちなか（後のケーズモバイルシステム。現在のケーズソリューションシステムズ）を設立。

2001年（平成13年）
- 2月 - 東京証券取引所第二部上場。
- 浜松ケーズ（静岡県）とフランチャイズ契約に係る業務提携。

2002年（平成14年）
- 3月 - 東京証券取引所第一部指定替え。岡島（山梨県）と池田（北海道）及びアリデン（和歌山県）とフランチャイズ契約に係る業務提携。
- 8月1日 - ヒダカ電器商会（大阪府）及び東海ケーズ（愛知県）との間でフランチャイズ・システムに基づく業務提携契約を締結[5]。
- 11月22日 - ワンダーコーポレーション（茨城県）との間で資本業務提携を締結[6]。

2003年（平成15年）
- 2月 - ワンダーコーポレーションとの資本業務提携の一環として、同社から家電事業に係る既存店舗の事業・携帯電話事業を除くサービス部門（パソコン教室・物流・修理）及びDPE事業を会社分割により設立されたデジックスケーズの全株式を譲り受け、子会社化。
- フジヤ（北海道）とフランチャイズ契約に係る業務提携。

2004年（平成16年）
- 4月1日 - ギガス（愛知県）を株式交換により子会社化。ギガスケーズデンキ株式会社に商号変更[7]。
- 10月1日 - 八千代ムセン電機（大阪府）を株式交換により子会社化[8]。

2005年（平成17年）
- 10月1日 - フランチャイジーのビッグ・エスを株式交換により子会社化[9][10]。
- ケーズデンキが、ユーアイ電器がフランチャイジーとして運営している店舗の運営を譲受。

2006年（平成18年）
- 3月1日 - 四国電業（愛媛県）との間でフランチャイズ・システムに基づく業務提携契約を締結[11]。
- 8月1日 - 連結子会社の八千代ムセン電機が、関西ケーズデンキへ商号変更[12]。

2007年（平成19年）
- 1月1日
  - フランチャイジーの北越ケーズを株式交換により子会社化[13]。
  - 連結子会社のギガスが、フランチャイジーの東海ケーズを株式取得により子会社化[14]。
- 1月15日 - 九州ケーズデンキの設立を発表[15]。
- 2月11日 - 正一電気とのフランチャイズ契約を解除。大分県内の1店舗（パークプレイス大分店）は、ギガスケーズデンキによる直営店として営業を継続[16]。
- 2月28日 - 株式会社ケーズホールディングスに商号変更[17]。
- 3月1日 - 連結子会社の九州ケーズデンキが、大分県内の2店舗[注 2]を開業。
- 3月26日 - 連結子会社のビッグ・エスが、四国電業がフランチャイジーとして運営していた店舗の運営を譲受。
- 4月1日
  - デンコードー（宮城県）を株式交換により子会社化[18][19]。同社の関連会社であるエコプラスやデンコードーエンタテイメントもまた、ケーズHDの連結子会社となる。
  - 連結子会社のギガスが、東海ケーズを吸収合併[14]。
  - 土橋電気（大阪府）との間でフランチャイズ・システムに基づく業務提携契約を締結[20]。
- 10月1日 - 北海道・東北エリアのグループ再編に伴い、連結子会社のデンコードーが、東北ケーズデンキを吸収合併[21]。
- 12月1日 - 連結子会社の関西ケーズデンキが、フランチャイジーの土橋電気を吸収合併。土橋電機の店舗は関西ケーズデンキが継承[22]。
- 12月15日 - 世界最大の家電店 Best Buy Co., Inc.（アメリカ）との取引を開始、同社のプライベートブランド「ロケットフィッシュ」などの製品の販売を開始。
- フランチャイジーであるシミズデンキの株式を取得し、関連会社化。

2008年（平成20年）
- 3月23日 - ピーシーデポコーポレーションとの業務提携に基本合意したことを発表[23]。
- 4月1日 - 連結子会社のデンコードーが、フランチャイジーのフジヤを吸収合併[24]。
- 6月1日 - 連結子会社の九州ケーズデンキが、セブンデンキ（鹿児島県）を吸収合併。セブンデンキの店舗は全店舗九州ケーズデンキへ継承[25]。
- 6月16日 - 「あんしんパスポート」を全店に導入[26]。
- 6月30日 - 簡易株式交換により、フランチャイジーのヒダカ電気商会を子会社化[27]。
- 7月1日 - 子会社の関西ケーズデンキが、ヒダカ電気商会を吸収合併[注 3][27]。
- 7月25日 - フランチャイジーのシミズデンキの全株式を取得し子会社化[28]。
- 8月1日 - 同年3月に締結したピーシーデポコーポレーションとの業務提携に基づき、同社が運営する「パソコン・クリニック」のうち、「ケーズデンキ」店舗内に出店する14店舗を当社グループで譲受、フランチャイズ契約を締結の上で当社グループによる運営に変更。反対に、ケーズHDが運営する「PC DEPOT」4店舗を同社へ譲渡した。
- 9月1日 - 連結子会社のシミズデンキを吸収合併[28]。
- 11月28日 - 簡易株式交換によりフランチャイジーの吉田商事を子会社化[29]。
- 12月1日 - 連結子会社の北越ケーズが、吉田商事を吸収合併[29]。
- フランチャイジーの池田の株式を取得し、関連会社化。

2009年（平成21年）
- 8月21日 - 水戸市立競技場のネーミングライツを取得。新施設名称は「ケーズデンキスタジアム水戸」。
- 12月 - 連結子会社のビッグ・エスが、高知県に高知駅前店を開店。四国エリアにおける「ケーズデンキ」の全県出店を達成。

2011年（平成23年）
- 6月29日 - 加藤修一が会長に就任、遠藤裕之が社長に就任。
- 9月20日 - 簡易株式交換によりフランチャイジーのアリデンを子会社化[30]。
- 10月1日 - 連結子会社の関西ケーズデンキが、アリデンを吸収合併[30]。

2013年（平成25年）
- 3月12日 - 第3回「日本でいちばん大切にしたい会社」大賞で［実行委員長賞］を受賞。

2014年（平成26年）
- 7月1日 - エコプラスおよびデンコードーエンタテインメントが、両社経営陣によるMBOを実施。関連会社を外れる[31]。

2015年（平成27年）
- 7月31日 - 簡易株式交換によりフランチャイジーの池田を子会社化[32][33]。
- 8月1日 - 連結子会社のデンコードーが、池田を吸収合併[32][33][34]。
- 8月7日 - ワンダーコーポレーションとの資本・業務提携を解消[35]。

2016年（平成28年）
- 3月14日 - 会長・加藤修一が6月の株主総会後に退任、これに併せて、遠藤裕之社長がCEOも兼務することを発表。
- 3月19日 - 創業者で、加藤修一会長の父に当たる加藤馨名誉会長が、98歳を以て逝去。
- 6月24日 - 加藤修一が会長を退任、遠藤裕之社長兼COOがCEOも兼務

2018年（平成30年）
- 9月19日 - 「ひよこパソコン教室」の運営サポートの委託を行っているテクニカルアーツと業務提携[36]。

2019年（平成31年/令和元年）
- 3月7日 - インコム・ジャパンとの加盟店契約締結により、グループ内の「ケーズデンキ」全店でQR・バーコード決済を開始[注 4][37]。
- 4月19日 - ケーズHD直営の「ケーズデンキ」497店舗が家電量販店で初となるエコマーク認定（小売店舗Version2認定基準）を受ける[38]。
- 6月26日 - テクニカルアーツの株式を取得し、子会社化[39]。

2020年（令和2年）
- 6月19日 - 連結子会社の九州ケーズデンキが、長崎県に佐世保店を開店。九州エリアにおける「ケーズデンキ」の全県出店を達成。

2021年（令和3年）
- 4月1日 - 子会社のケーズソリューションシステムズ[注 5]が行っていたドコモショップ事業（茨城県の一部店舗）をコネクシオへ事業譲渡し[40]、同時にケーズソリューションシステムズを吸収合併[41]。
- 10月20日 - 茨城県ひたちなか市の運送会社(株)サワハタキャリーサービスを、株式交換で完全子会社化すると発表[42]。

2022年（令和4年）
- 8月1日 - 本社と登記上の本店所在地、及び子会社4社（関西ケーズデンキ、九州ケーズデンキ、ケーズキャリアスタッフ、テクニカルアーツ）の本店を水戸市城南2丁目（カトーデンキ駅南本店跡地）の新社屋に移転・集約[43][44][45]。

2023年（令和5年）
- 7月1日 - 連結子会社のテクニカルアーツが、ケーズデンキテクニカルサポートへ商号変更[46]。

## 店舗

### 店舗例

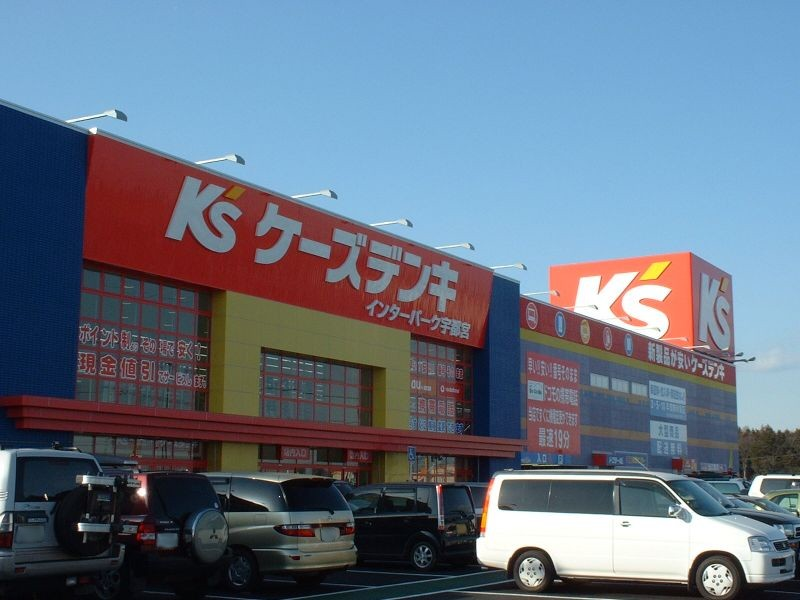
ケーズデンキ インターパーク宇都宮
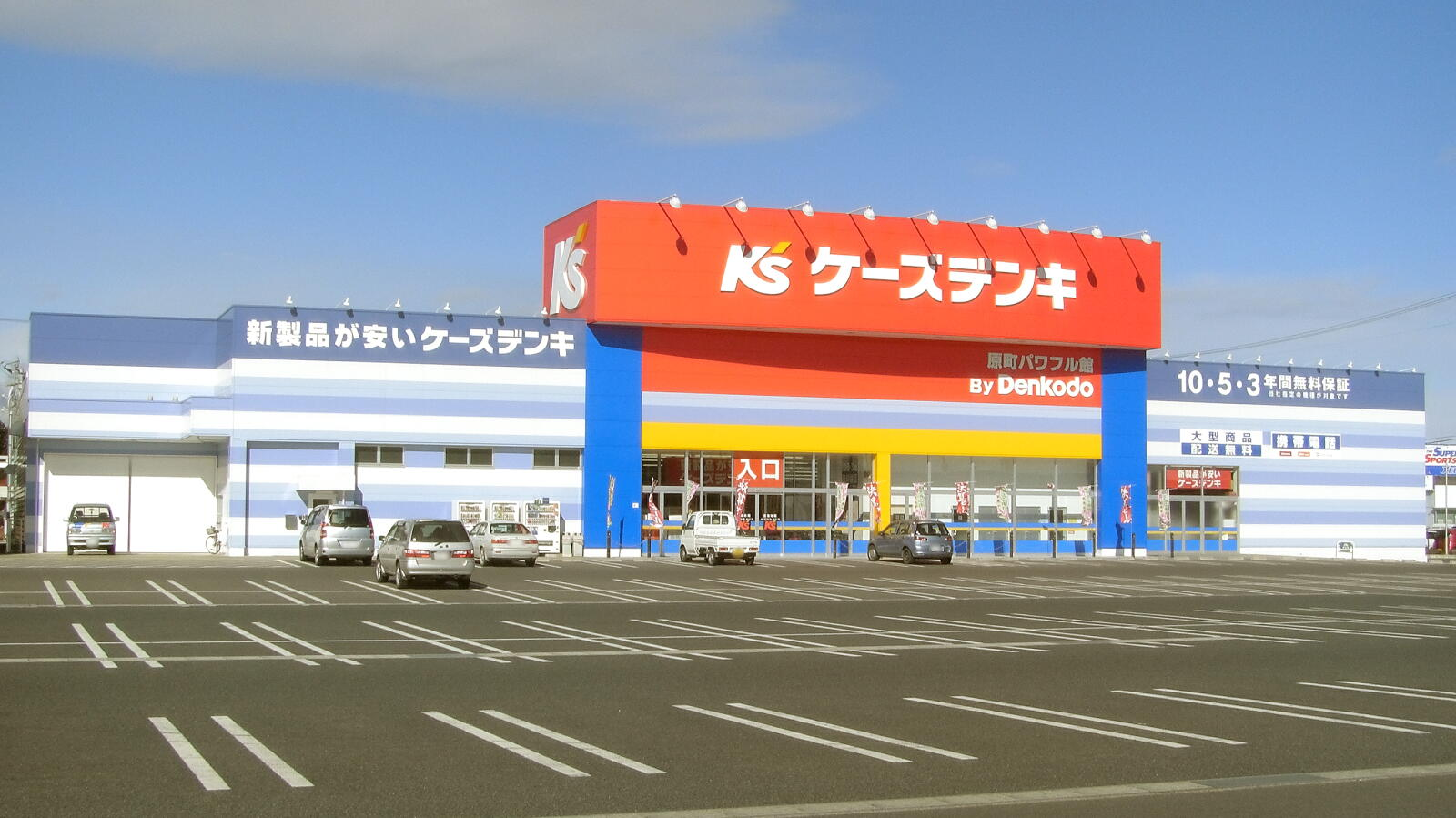
ケーズデンキ 原町パワフル館 （現・原町店）
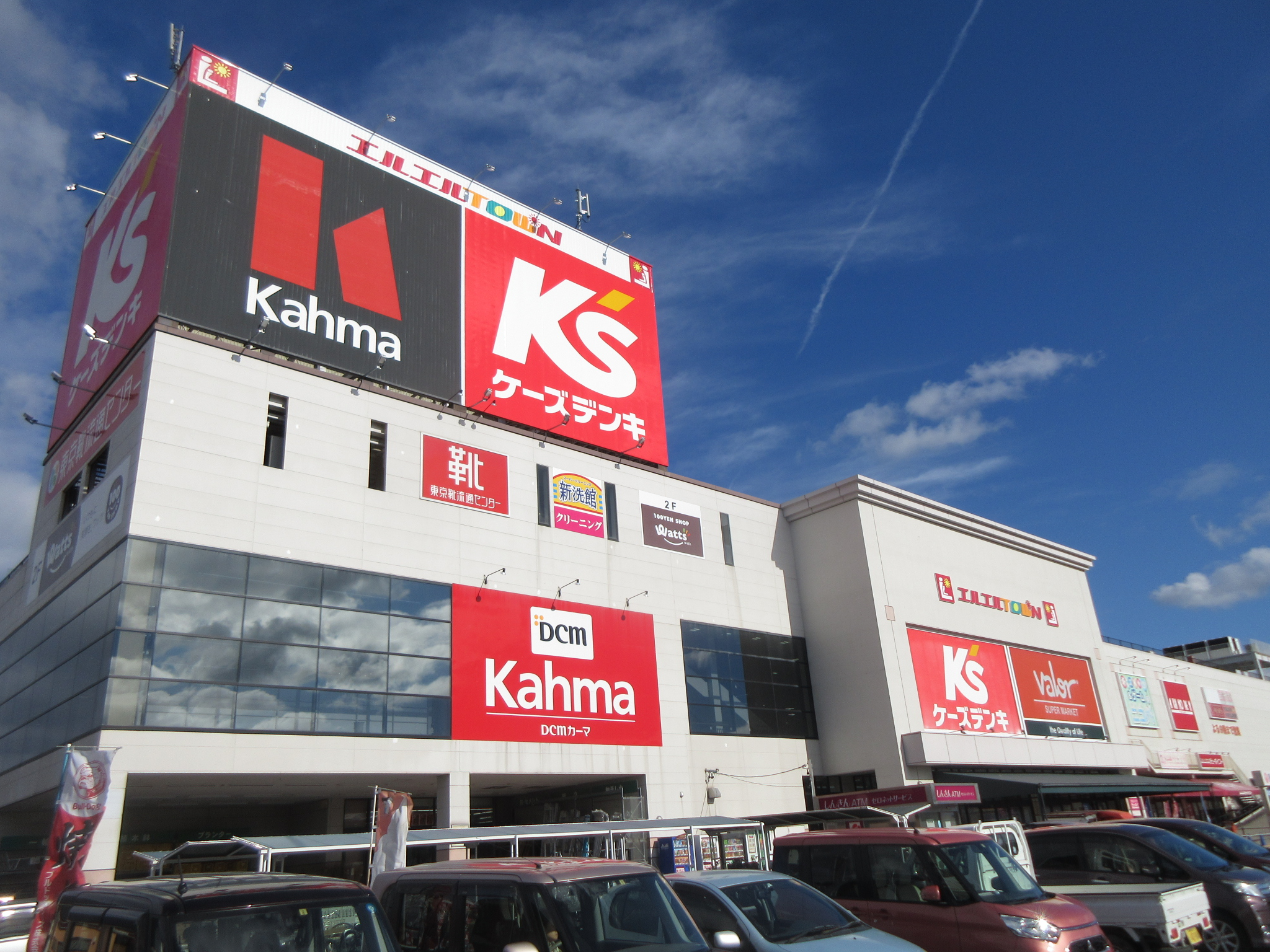
ケーズデンキ 岡崎上和田店 エルエルTOWN内
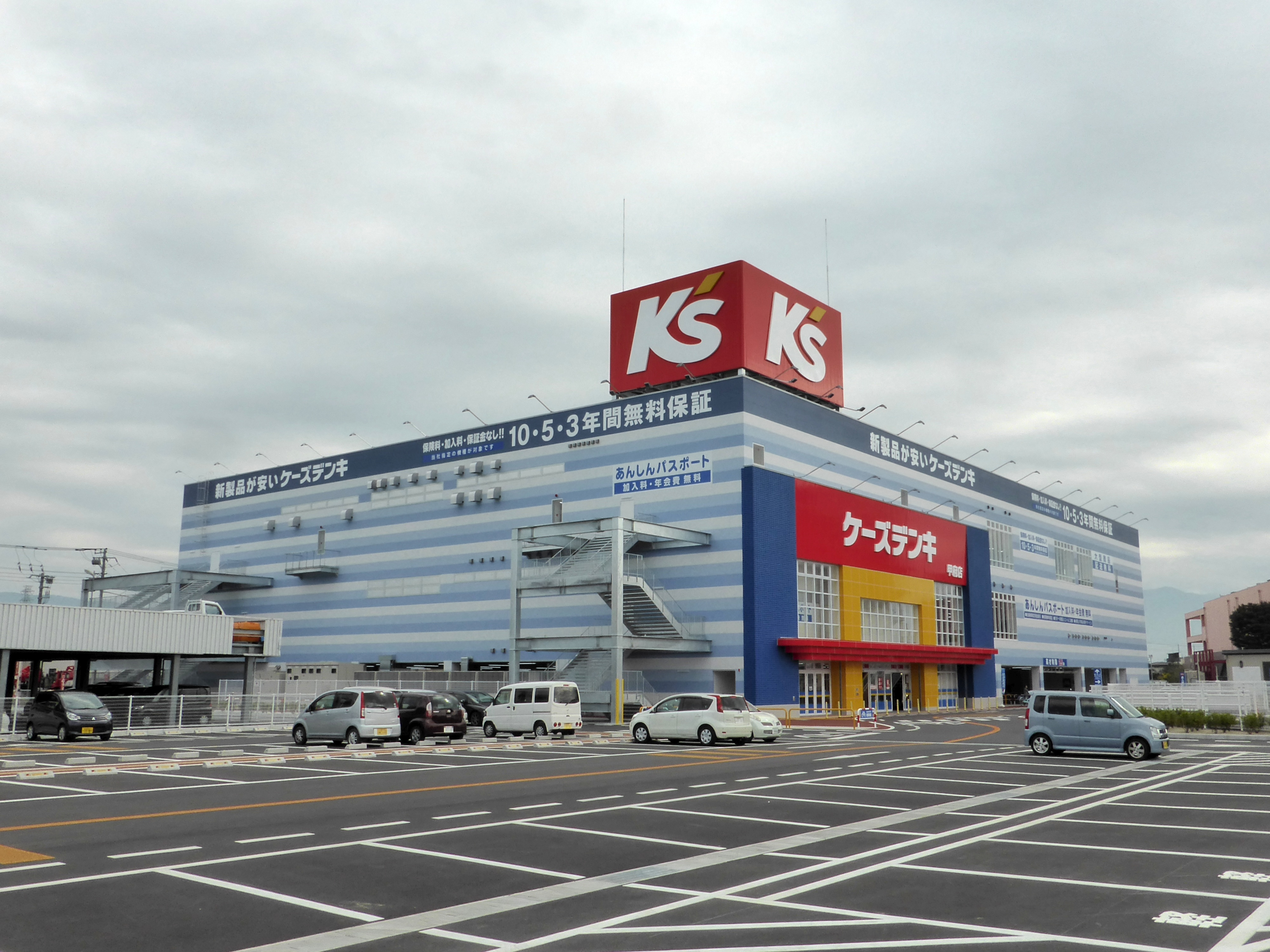
ケーズデンキ 甲府店 グランパーク跡地
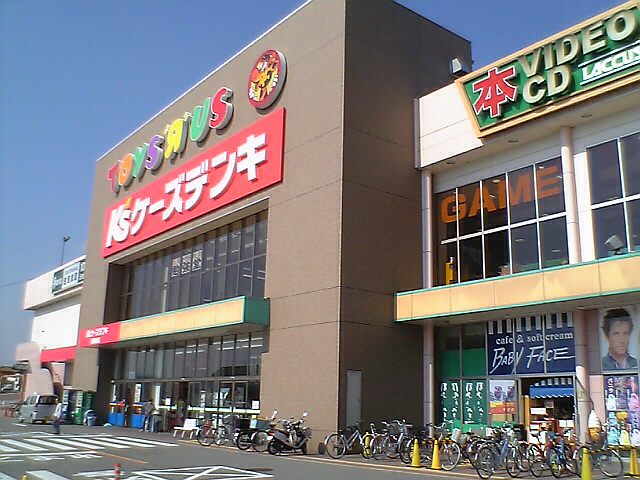
ケーズデンキ 奈良柏木店 奈良パワーセンター内
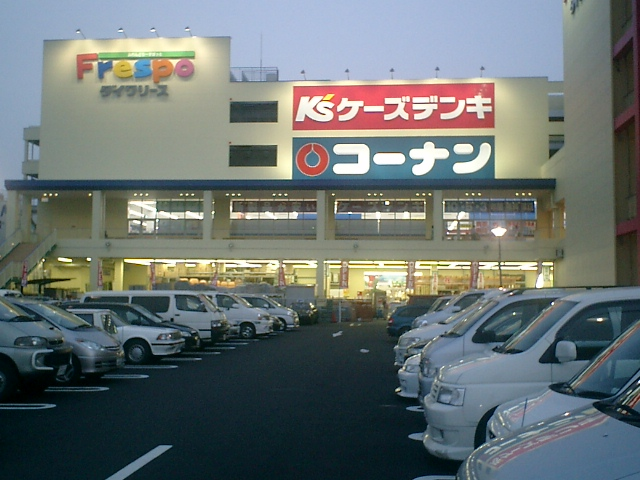
ケーズデンキ 東大阪店 （フレスポ東大阪内）
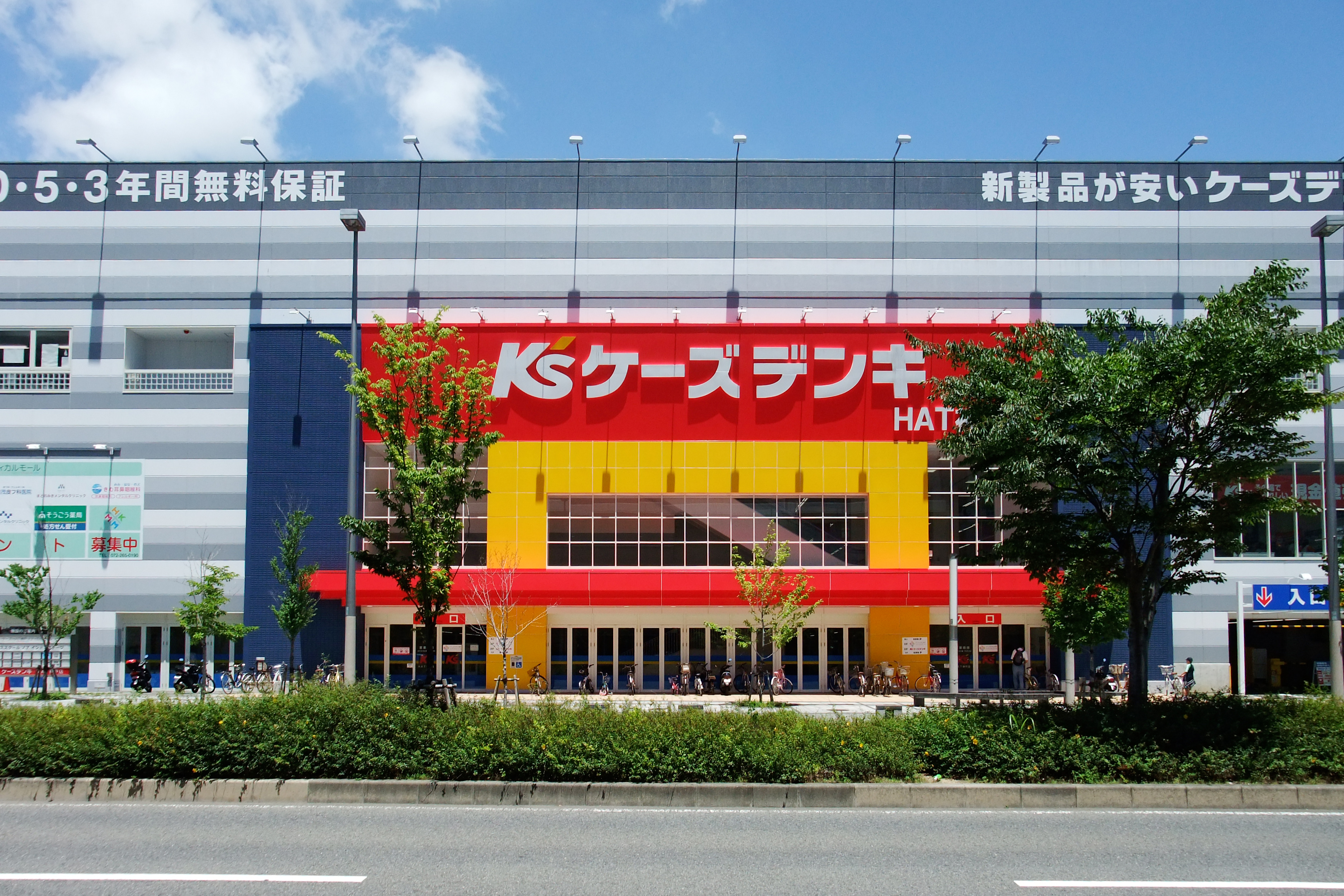
ケーズデンキ HAT神戸店
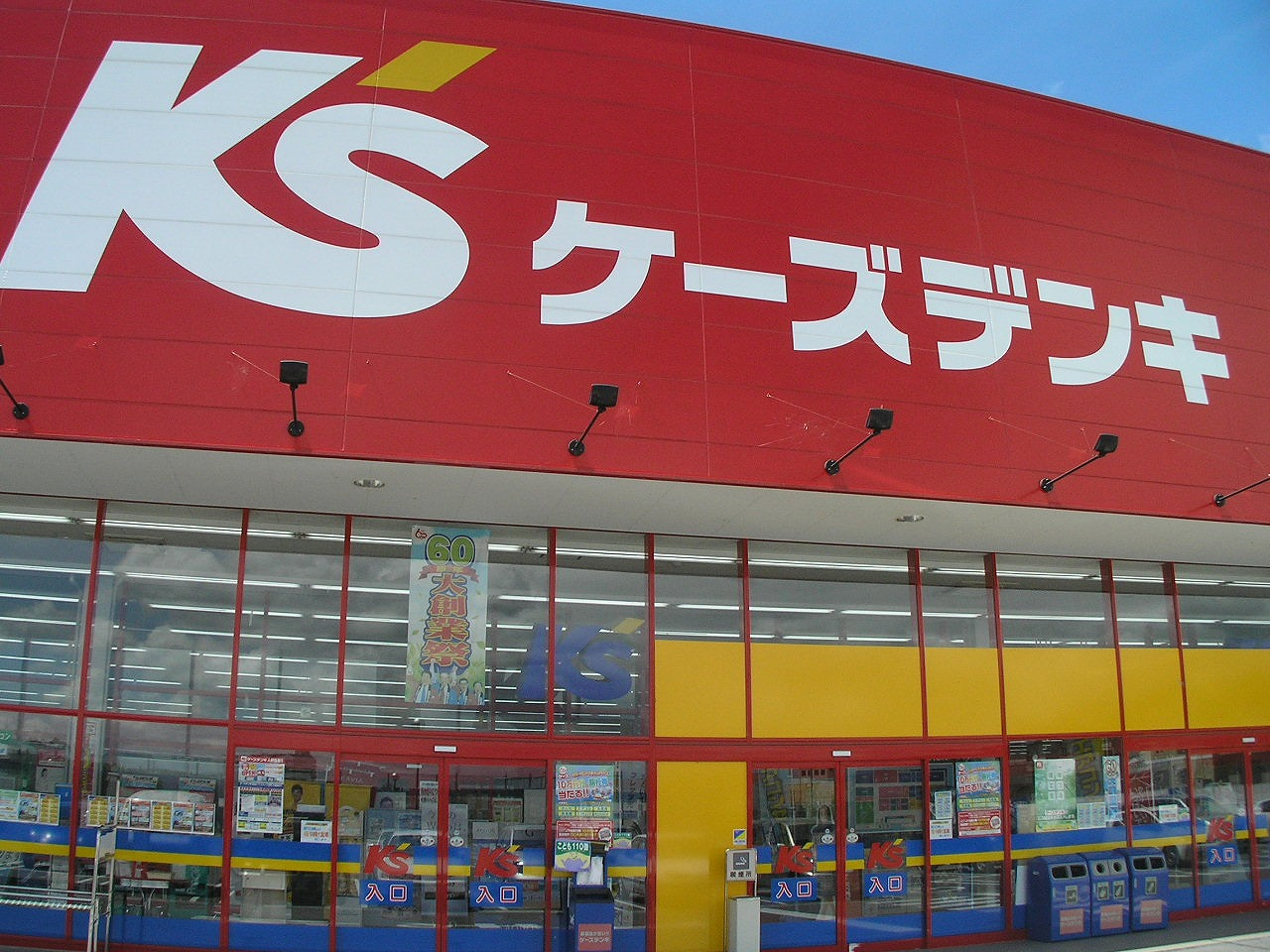
ケーズデンキ 北神戸鹿の子台店
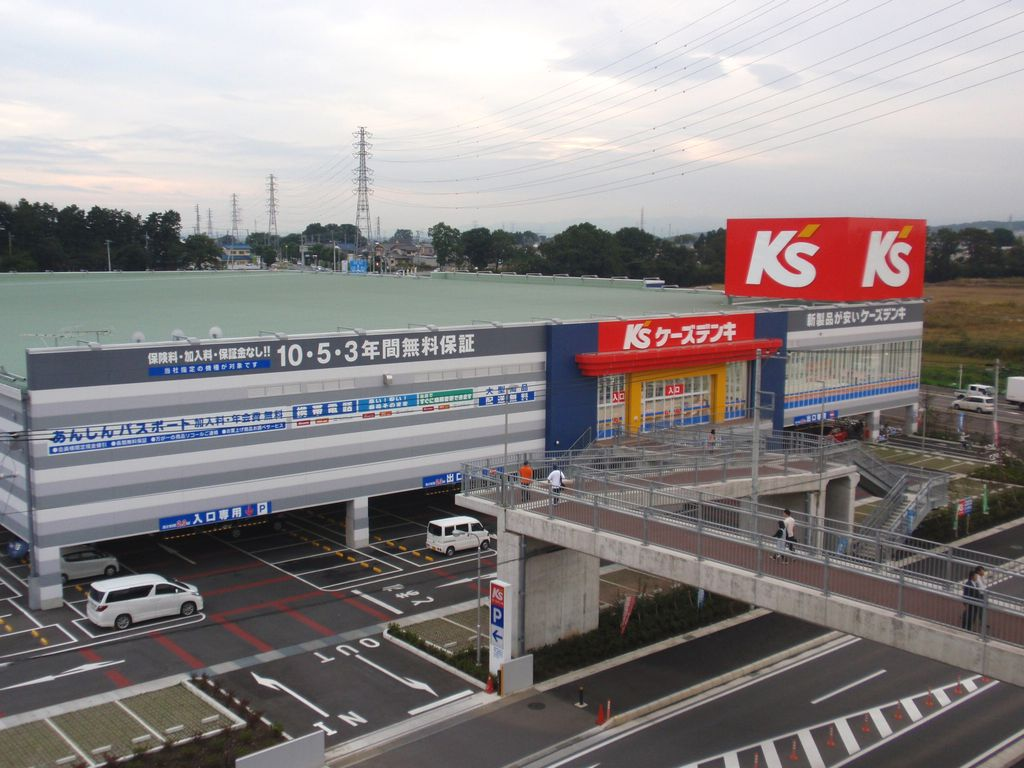
ケーズデンキ ピオニウォーク東松山
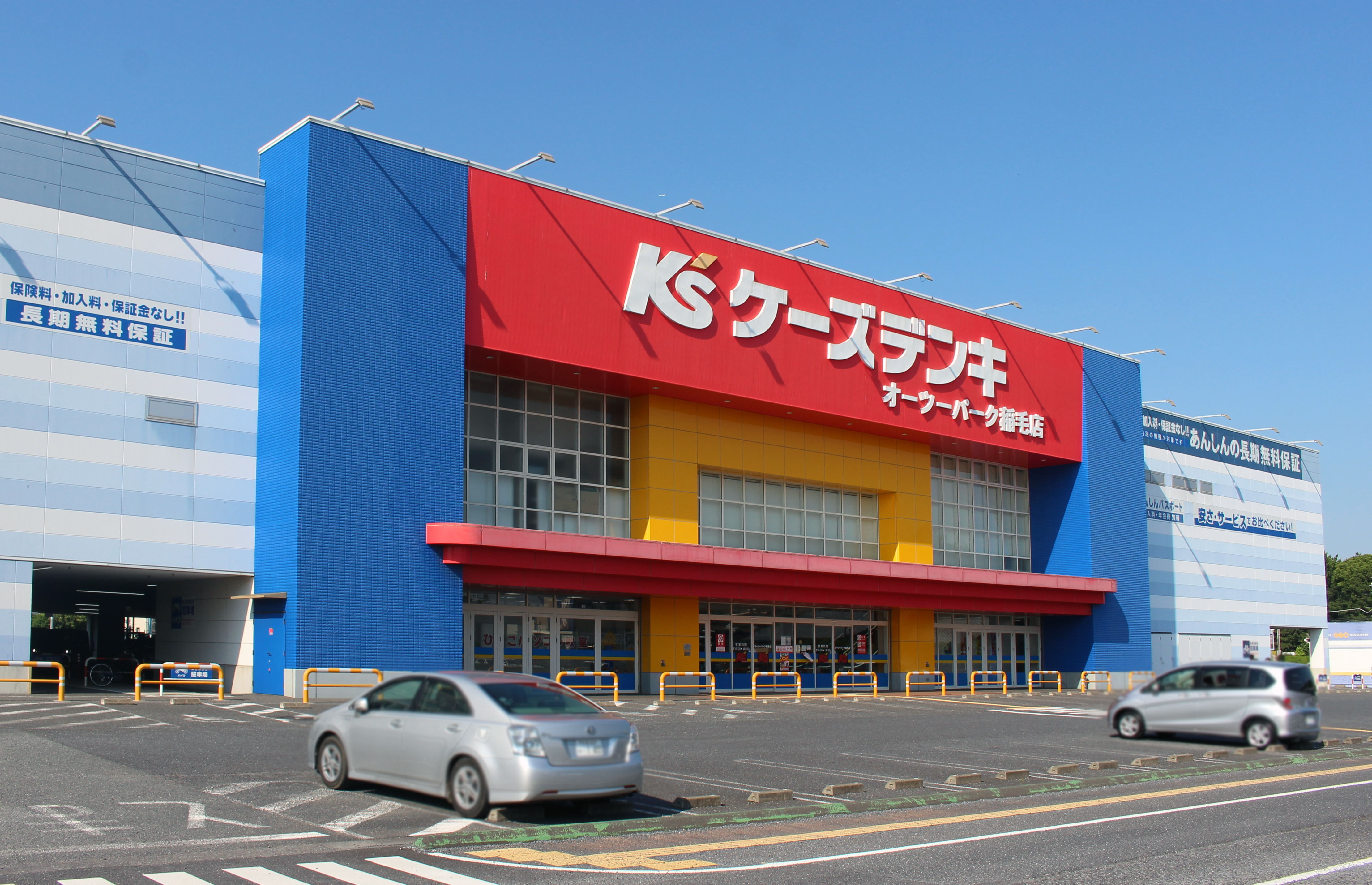
ケーズデンキ オーツーパーク稲毛店
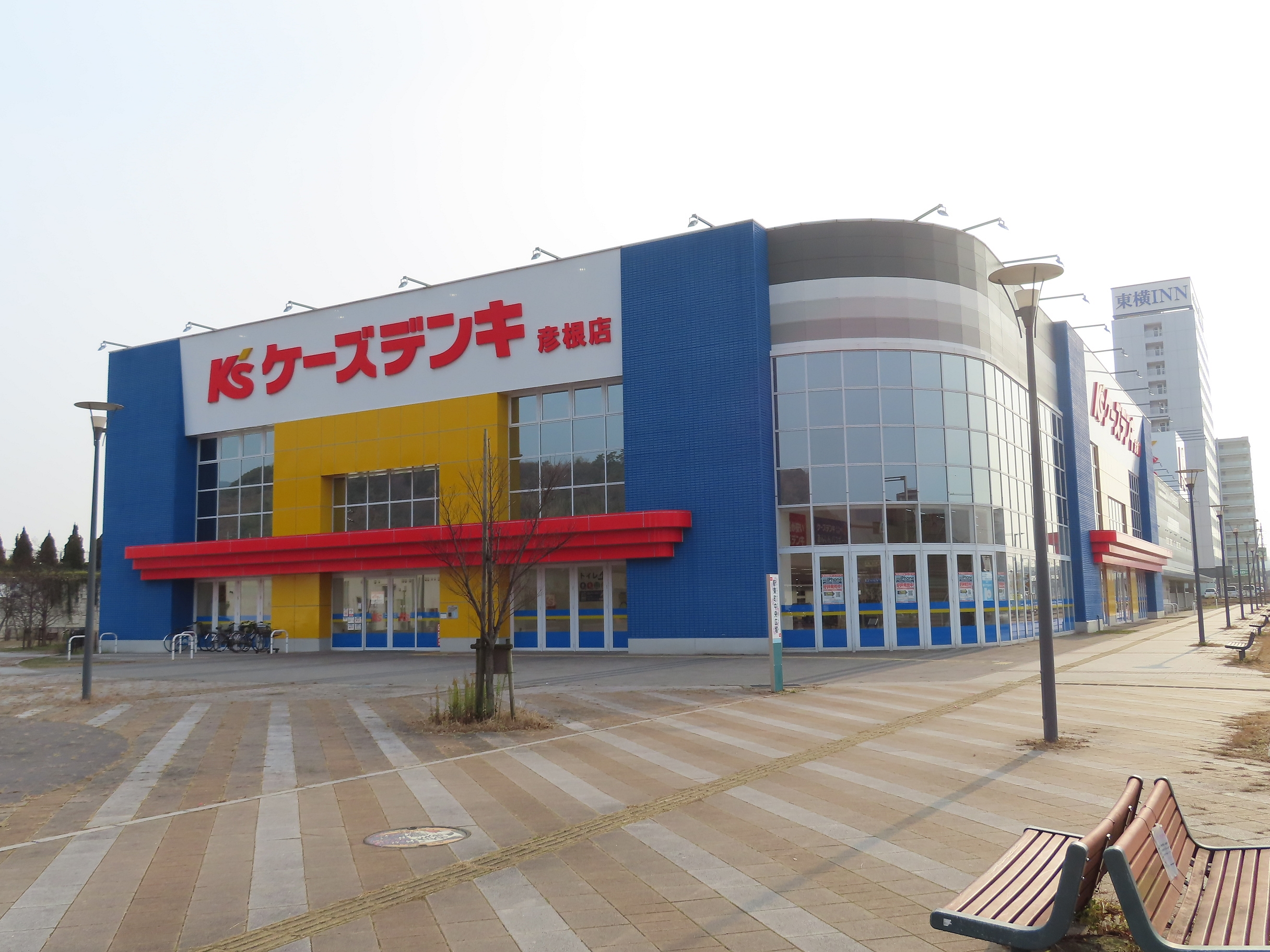
ケーズデンキ彦根店
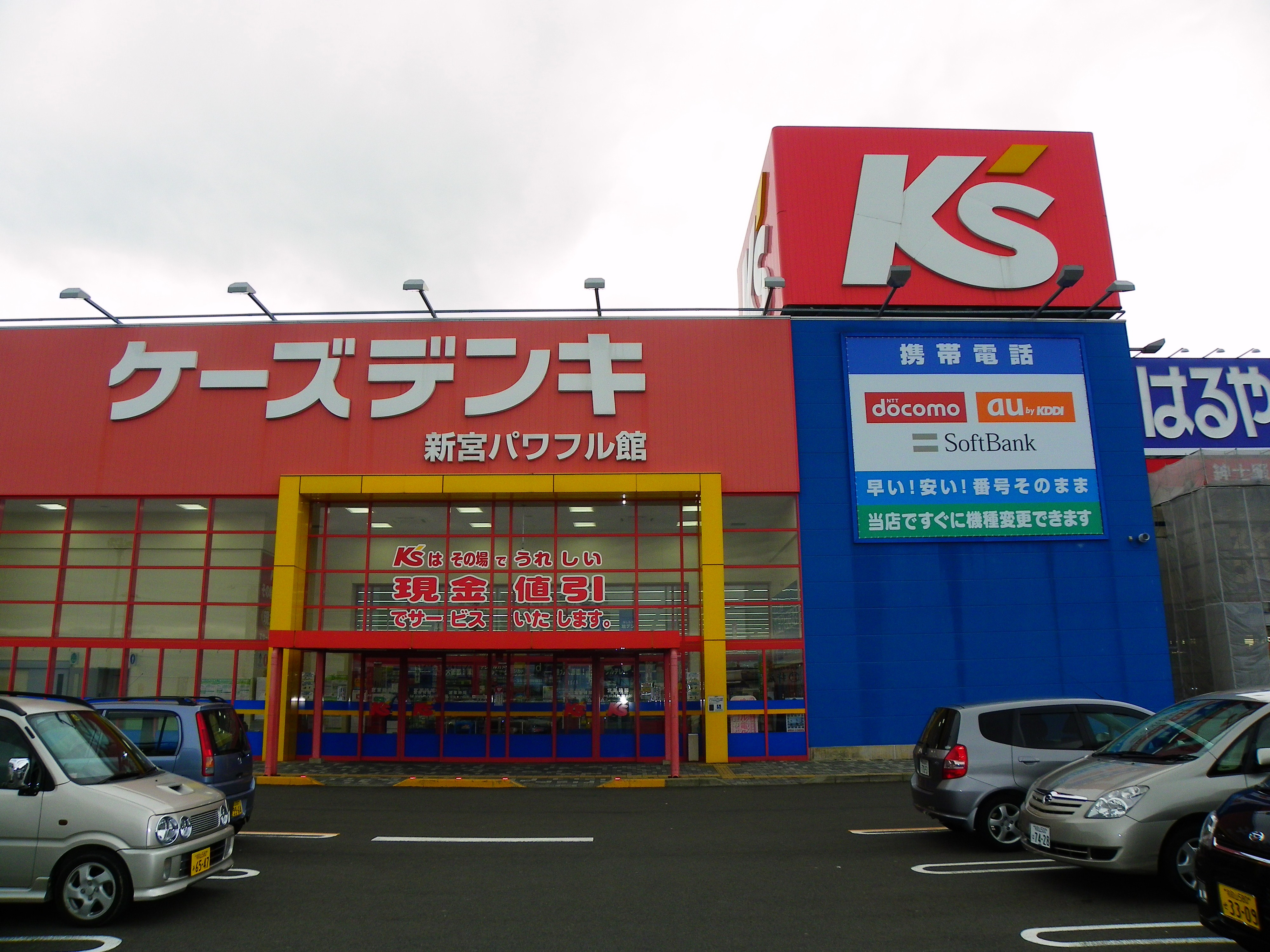
ケーズデンキ 新宮パワフル館 （現・新宮店）
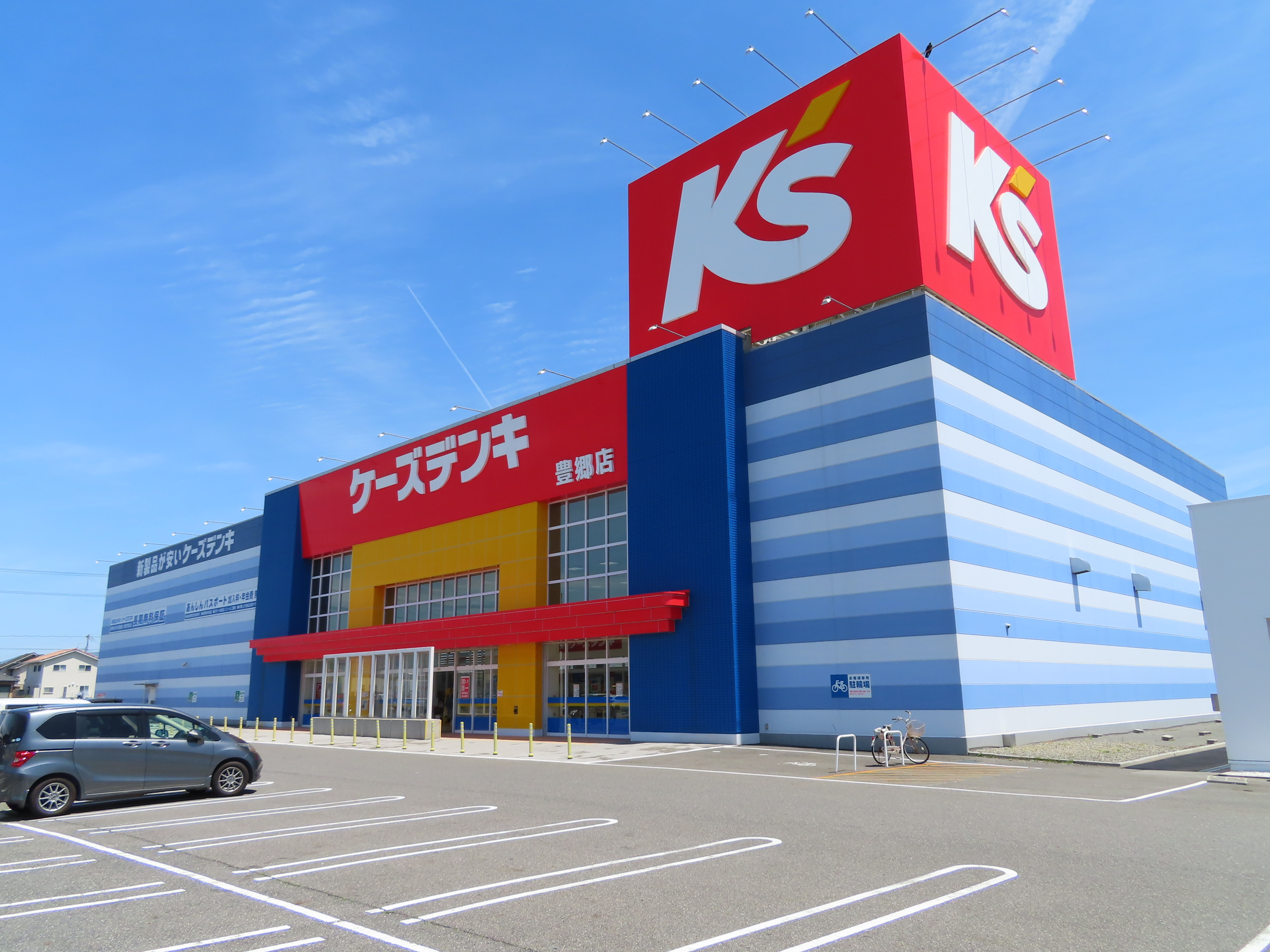
ケーズデンキ豊郷店
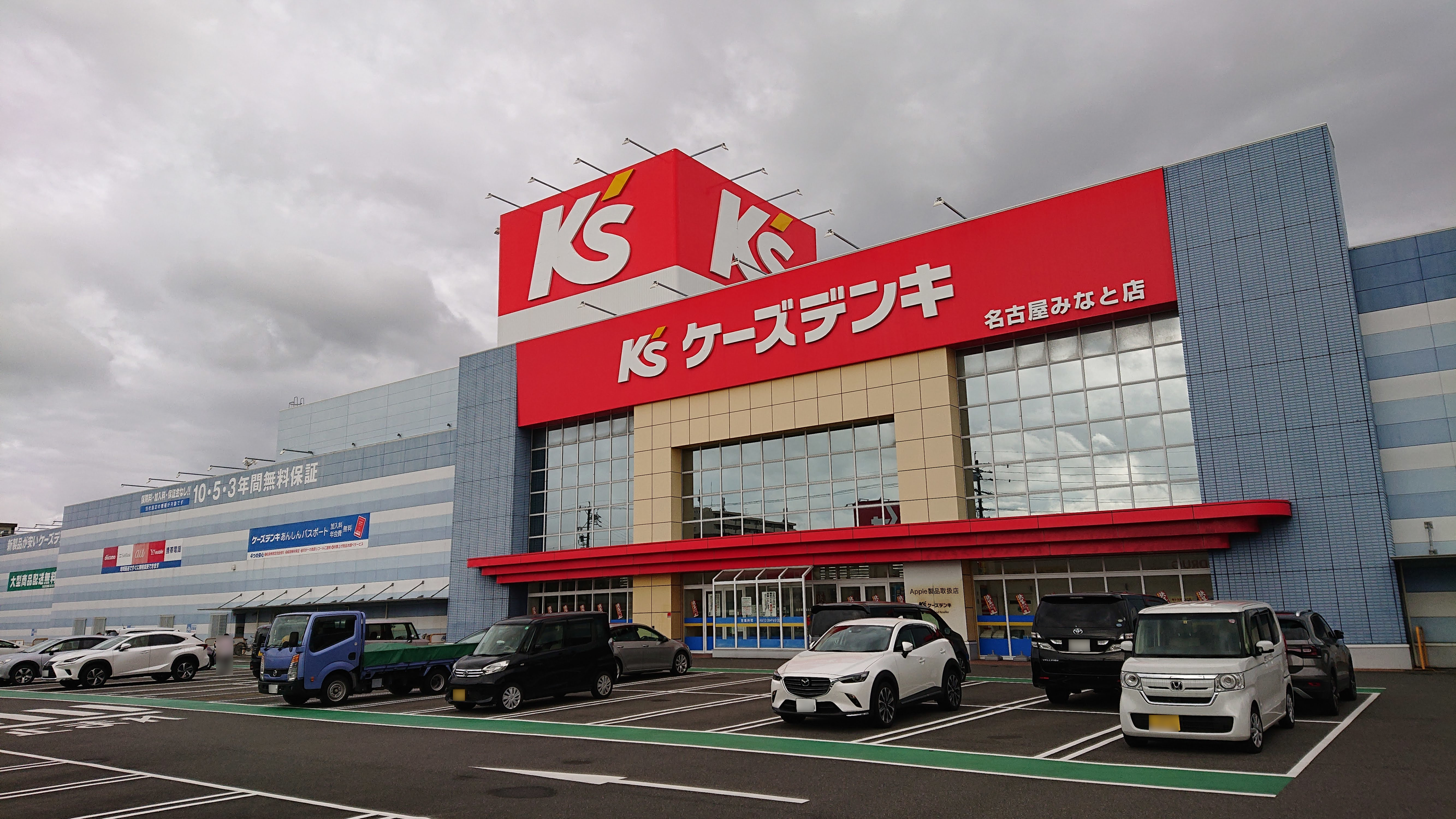
ケーズデンキ 名古屋みなと店
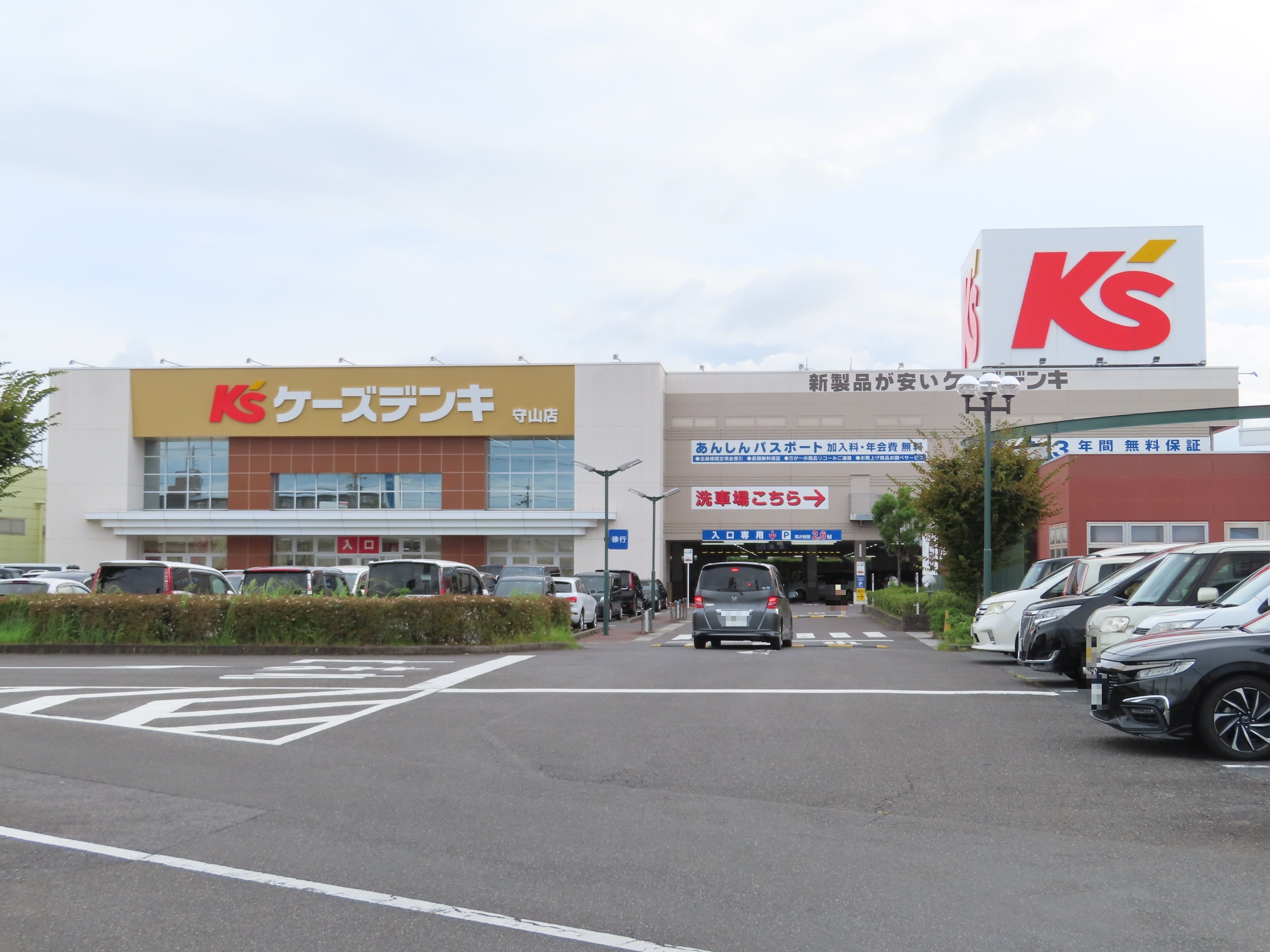
ケーズデンキ守山店
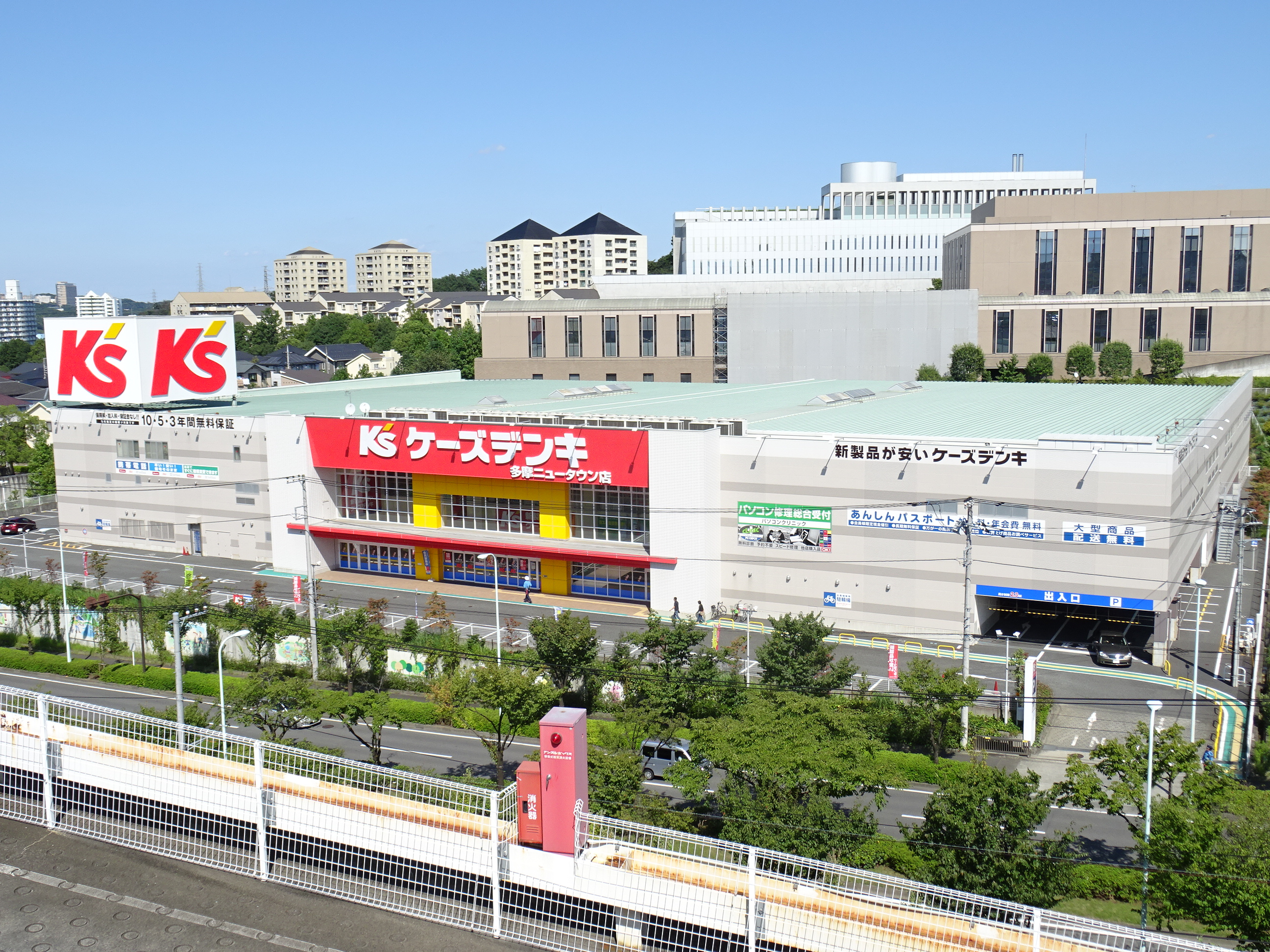
ケーズデンキ 多摩ニュータウン店
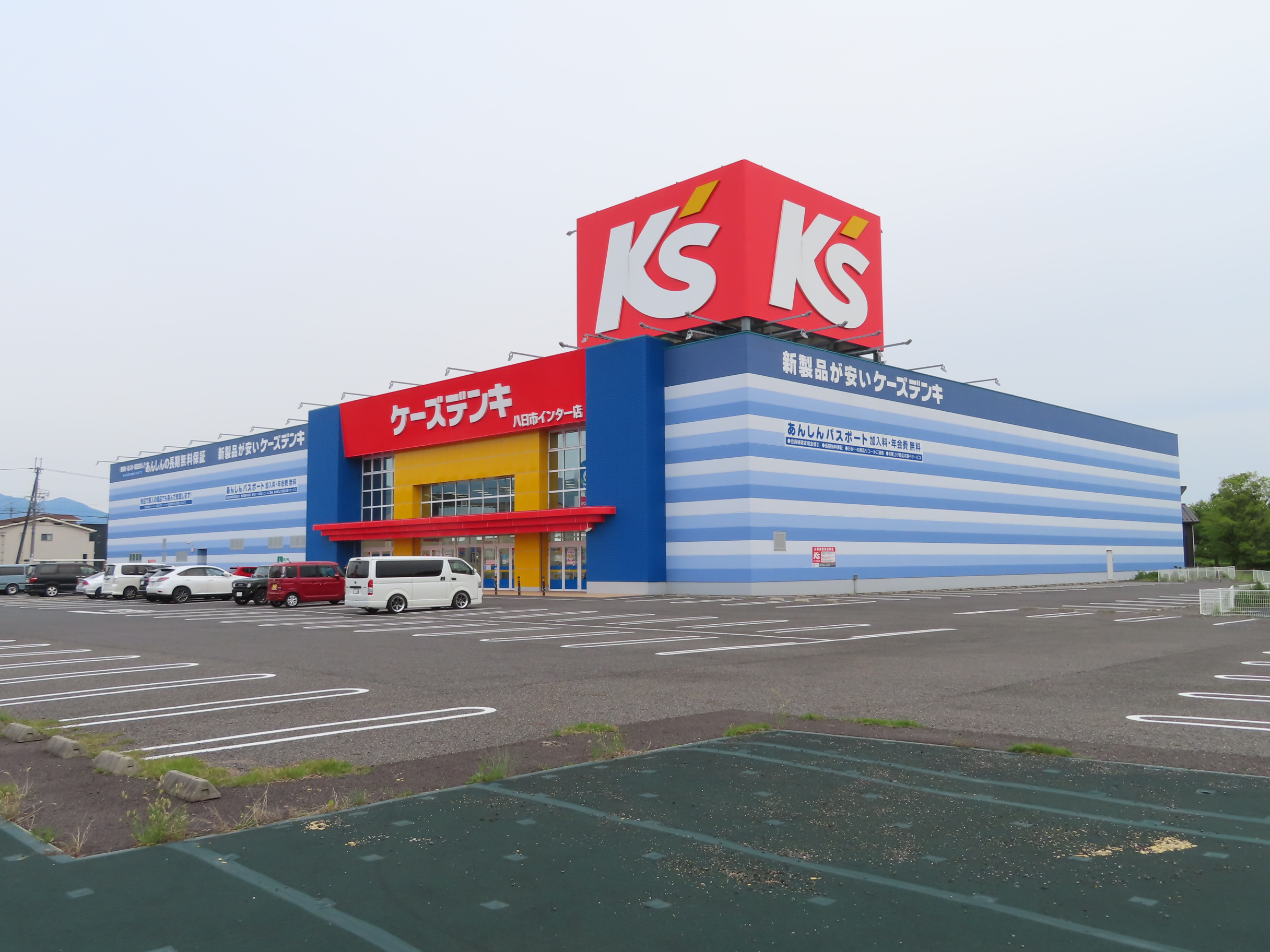
ケーズデンキ 八日市インター店
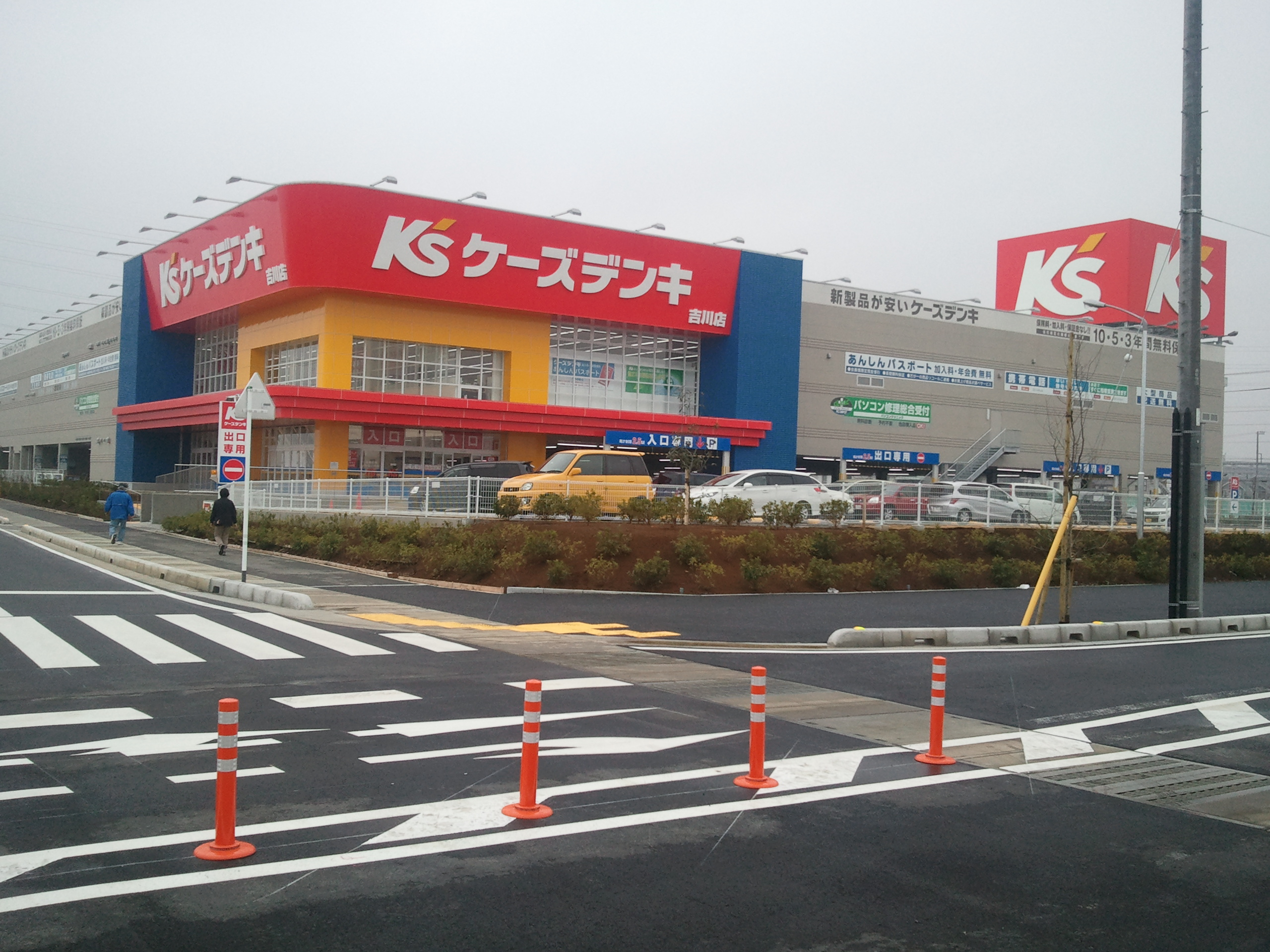
ケーズデンキ吉川店
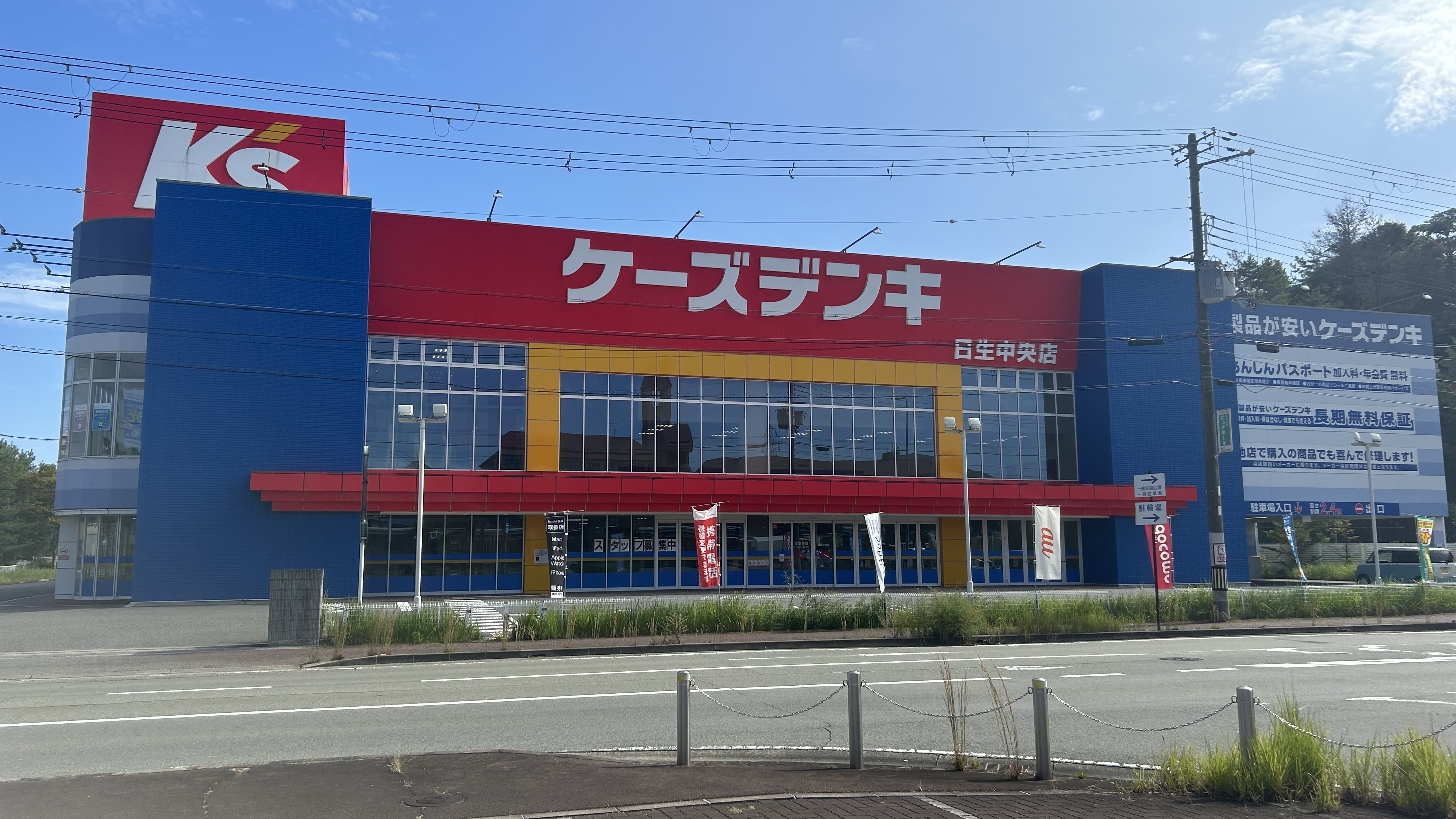
ケーズデンキ 日生中央店
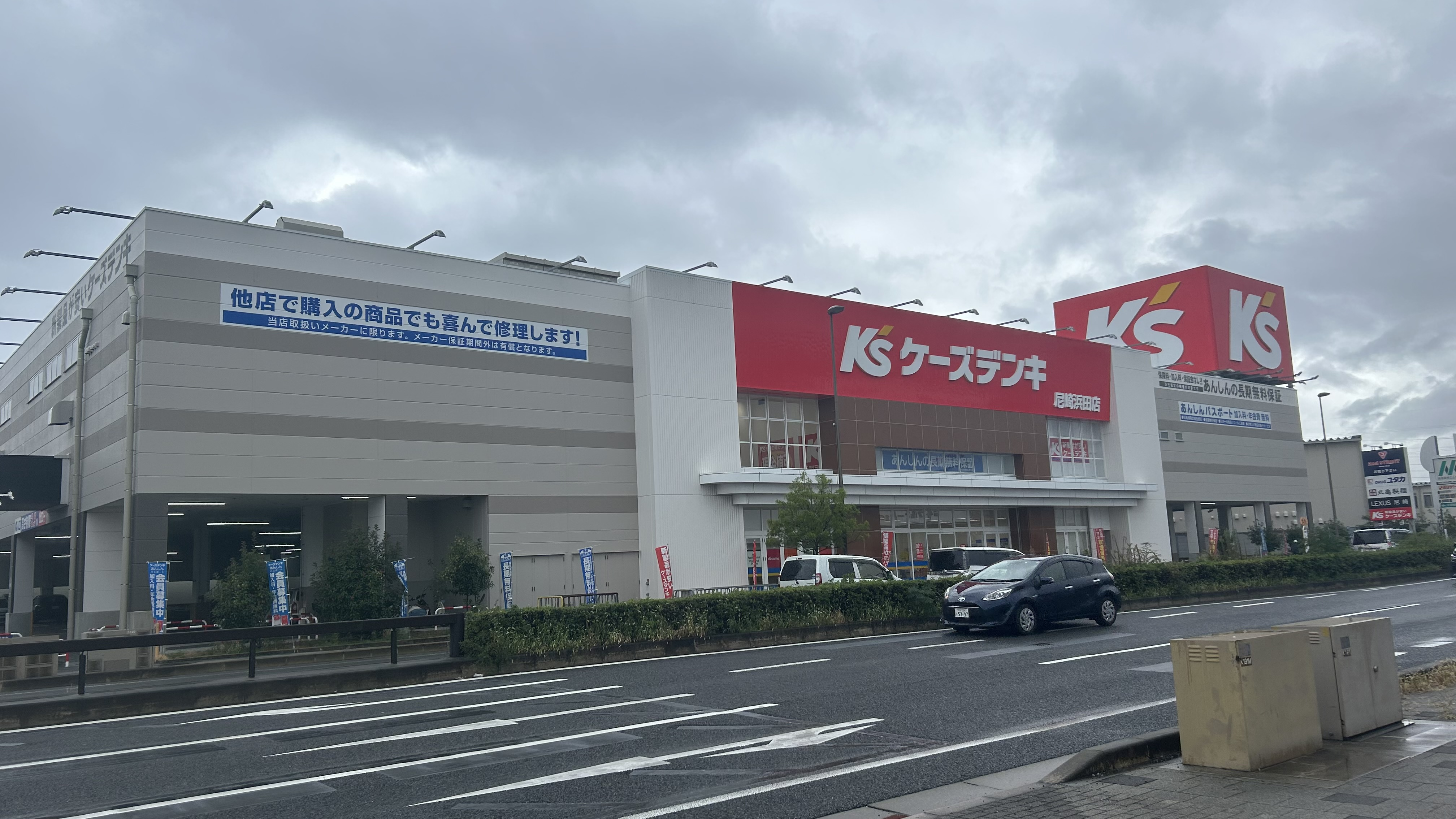
ケーズデンキ 尼崎浜田店
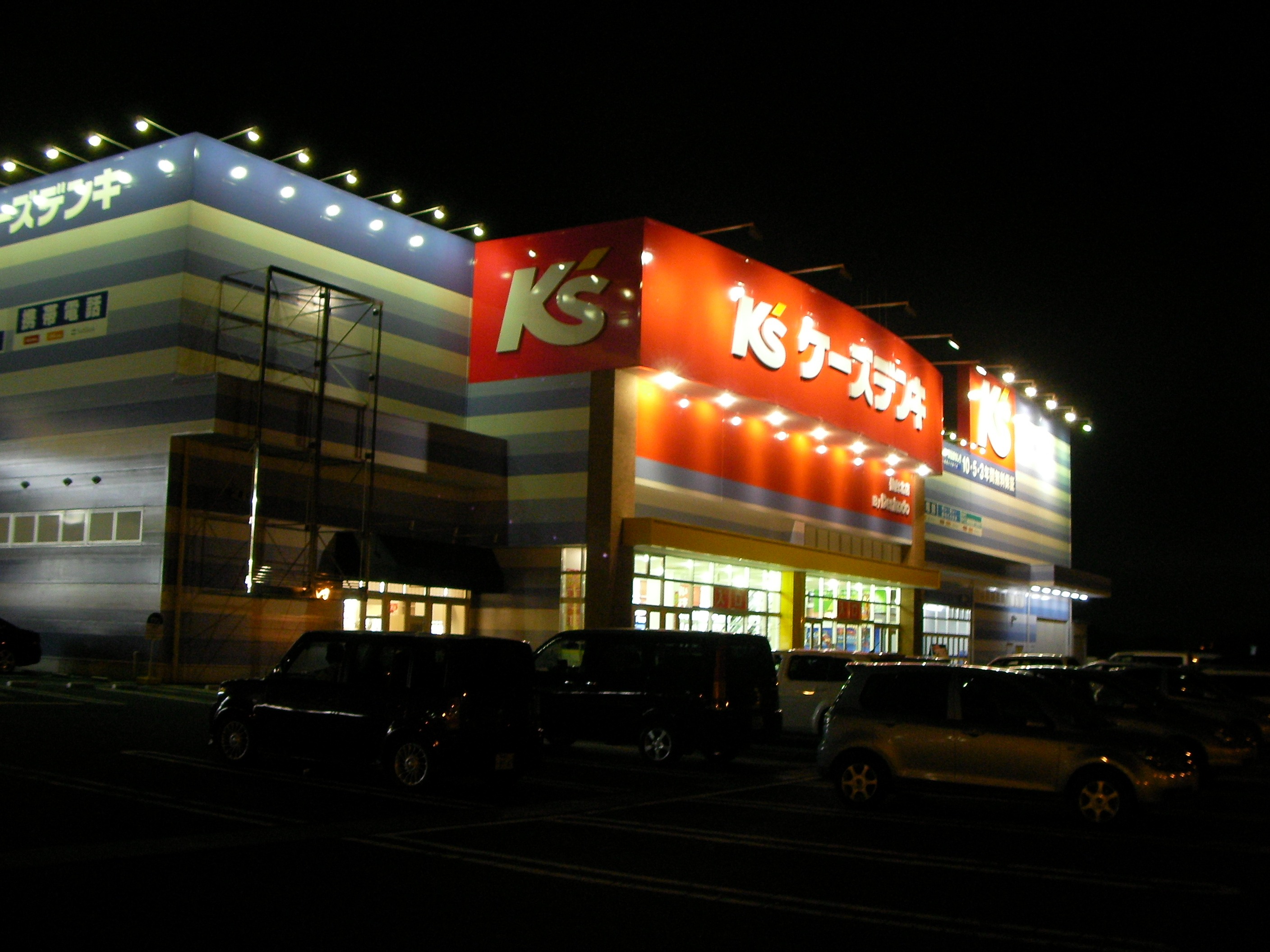
ケーズデンキ仙台北店

### かつて存在した店舗
| 市町村     | 店舗名             | 備考 |
| ---------- | ------------------ | --- |
| 釧路市     | 釧路パワフル館     | FC加盟店（フジヤの運営） |
| 函館市     | 函館パワフル館     | ケーズデンキ函館本店への移転に伴い、2008年10月5日閉店 |
| 伊達市     | 伊達パワフル館     | FC加盟店（池田の運営）、伊達インター店への移転に伴い閉店 |
| 札幌市西区 | 琴似パワフル館     | 札幌麻生店への移転に伴い、2008年10月26日閉店 |
| 新ひだか町 | 静内パワフル館     | FC加盟店（池田の運営）、新ひだか店への移転に伴い、2013年11月18日閉店 |
| 岩見沢市   | 旧岩見沢店         | 店舗建替えのため、2019年8月18日閉店 |
| 室蘭市     | むろらんパワフル館 | 弥生ショッピングセンター内の店舗。元々はFC加盟店の池田が、そうご電器として出店。そうご電器の破綻に伴い、ケーズデンキに加盟し、北海道1号店として開店した。2023年7月23日に閉店し、室蘭モルエ店へ統合。 |

| 市町村   | 店舗名             | 備考                                           |
| -------- | ------------------ | ---------------------------------------------- |
| 十和田市 | 旧十和田店         | (旧)十和田パワフル館への移転に伴い、2004年閉店 |
| 十和田市 | 旧十和田パワフル館 | (新)十和田パワフル館への統合に伴い、2007年閉店 |
| 八戸市   | 旧八戸本店         | (新)八戸本店への移転に伴い、2009年閉店         |
| 八戸市   | 光星学院通店       | 八戸白銀店への移転に伴い、2023年4月18日閉店    |
| むつ市   | むつパワフル館     | むつ店への移転に伴い、2009年7月5日閉店         |
| 三沢市   | 旧三沢店           | (新)三沢店への移転に伴い、2015年12月1日閉店    |

| 市町村 | 店舗名         | 備考                                       |
| ------ | -------------- | ------------------------------------------ |
| 盛岡市 | 旧盛岡南店     | (新)盛岡南店への移転に伴い、2011年閉店     |
| 一関市 | 一関パワフル館 | 一関店への移転に伴い、2011年10月10日閉店   |
| 北上市 | 旧北上店       | (新)北上店への移転に伴い、2021年2月9日閉店 |

| 市町村   | 店舗名     | 備考                                          |
| -------- | ---------- | --------------------------------------------- |
| 多賀城市 | 多賀城店   | 仙台港店への移転に伴い、2009年5月31日閉店     |
| 大河原町 | 旧大河原店 | (新)大河原店への移転に伴い、2011年閉店        |
| 登米市   | 旧佐沼店   | (新)佐沼店への移転に伴い、2017年2月14日閉店   |
| 気仙沼市 | 旧気仙沼店 | (新)気仙沼店への移転に伴い、2017年4月25日閉店 |

| 市町村 | 店舗名         | 備考                                      |
| ------ | -------------- | ----------------------------------------- |
| 大館市 | 大館店         | 店舗建替えのため、2008年4月閉店           |
| 大館市 | 大館パワフル館 | 大舘本店への移転に伴い、2009年2月2日閉店  |
| 横手市 | 横手パワフル館 | 横手本店への移転に伴い、2009年4月12日閉店 |
| 大仙市 | 大曲パワフル館 | 大仙本店への移転に伴い、2008年9月21日閉店 |
| 能代市 | 能代店         | 能代東店への統合に伴い、2016年7月12日閉店 |

| 市町村   | 店舗名           | 備考                                           |
| -------- | ---------------- | ---------------------------------------------- |
| 山形市   | 山形北パワフル館 | 山形北本店への移転に伴い、2008年6月1日閉店     |
| 寒河江市 | 旧寒河江店       | (新)寒河江店への移転に伴い、2013年11月11日閉店 |
| 東根市   | 旧東根店         | (新)東根店への移転に伴い、2014年11月9日閉店    |
| 東根市   | 東根パワフル館   | 同上、2014年12月2日閉店                        |
| 鶴岡市   | 旧鶴岡店         | 店舗建替えのため、2020年1月閉店                |
| 南陽市   | 南陽店           | 南陽高畠店への移転に伴い、2016年10月25日閉店   |

| 市町村     | 店舗名           | 備考                                            |
| ---------- | ---------------- | ----------------------------------------------- |
| 棚倉町     | 旧棚倉店         | 棚倉パワフル館への移転に伴い、2008年7月13日閉店 |
| 会津若松市 | 旧会津若松店     | (新)会津若松店への移転に伴い、2009年閉店        |
| 相馬市     | 旧相馬店         | (新)相馬店への移転に伴い、2009年閉店            |
| 福島市     | 福島西パワフル館 | 福島南本店への移転に伴い、2009年7月26日閉店     |
| 田村市     | 旧船引店         | (新)船引店への移転に伴い、2012年閉店            |
| 白河市     | 旧白河店         | (新)白河店への移転に伴い、2015年閉店            |
| いわき市   | 小名浜店         | いわき鹿島店への移転に伴い、2019年7月23日閉店   |

| 市町村 | 店舗名       | 備考                                            |
| ------ | ------------ | ----------------------------------------------- |
| 多摩市 | 多摩東寺方店 | サミットストア東寺方店2階、2024年9月1日で閉店。 |

| 市町村 | 店舗名 | 備考                                                                                   |
| ------ | ------ | -------------------------------------------------------------------------------------- |
| 甲府市 | 岡島店 | FC加盟店（岡島百貨店運営）、入居していた岡島百貨店の移転に伴い、2022年12月31日で閉店。 |

## グループ会社
| 会社名                                 | 本社所在地           | 資本金        | 主な事業内容                       | 資本関係の種類 |
| -------------------------------------- | -------------------- | ------------- | ---------------------------------- | -------------- |
| 株式会社ギガス                         | 愛知県名古屋市名東区 | 21億2,461万円 | 家庭用電気製品小売業               | 連結子会社     |
| 株式会社関西ケーズデンキ               | 大阪府大阪市浪速区   | 12億5,900万円 | 家庭用電気製品小売業               | 連結子会社     |
| 株式会社北越ケーズ                     | 新潟県新潟市中央区   | 3億3,400万円  | 家庭用電気製品小売業               | 連結子会社     |
| 株式会社ビッグ・エス                   | 香川県高松市         | 2億5,300万円  | 家庭用電気製品小売業               | 連結子会社     |
| 株式会社九州ケーズデンキ               | 鹿児島県鹿児島市     | 8,000万円     | 家庭用電気製品小売業               | 連結子会社     |
| 株式会社デンコードー                   | 宮城県名取市         | 28億6,600万円 | 家庭用電気製品小売業               | 連結子会社     |
| 株式会社ケーズキャリアスタッフ         | 茨城県水戸市         | 1,000万円     | 人材派遣業                         | 連結子会社     |
| 株式会社ケーズデンキテクニカルサポート | 茨城県水戸市         | 1,300万円     | パソコン教室の運営等               | 連結子会社     |
| 株式会社ケーズキャリーサービス         | 茨城県水戸市         | 950万円       | トラック輸送、営繕事業、電気工事業 |                |

### ケーズデンキの運営企業
ケーズデンキは地域ごとに運営を行う企業が異なっており、一部を除き、ケーズホールディングスおよび同社の子会社（上記）が運営している。なお当社の子会社となった会社については地域単位で存続させているが（同地域内で合併・事業譲受を行った例はある）、このことについて加藤修一社長（当時）は2010年に、社員の勤務地域を特定できること、また地域ごとに応じた給与水準を設定できることを理由として挙げている。
なお、ケーズデンキ店舗は沖縄県を除く全都道府県に所在している（沖縄県には過去に出店したこともない）。
表中の会社名の欄の（FC）はフランチャイズの企業。
| 地方         | 会社名                         | 本社所在地           | 主な営業区域                                            |
| ------------ | ------------------------------ | -------------------- | ------------------------------------------------------- |
| 北海道・東北 | 株式会社デンコードー           | 宮城県名取市         | 北海道 東北                                             |
| 首都圏       | 株式会社ケーズホールディングス | 茨城県水戸市         | 関東 山梨県（塩山店除く）                               |
| 首都圏       | 株式会社岡島（FC）             | 山梨県甲府市         | 山梨県（塩山店のみ）                                    |
| 中部         | 株式会社ギガス                 | 愛知県名古屋市名東区 | 東海（愛知県一部と静岡県一部を除く）                    |
| 中部         | 株式会社北越ケーズ             | 新潟県新潟市中央区   | 北信越 北陸（福井県除く）                               |
| 中部         | 株式会社浜松ケーズ（FC）       | 静岡県浜松市浜名区   | 静岡県の一部 愛知県の一部                               |
| 近畿         | 株式会社関西ケーズデンキ       | 大阪府大阪市浪速区   | 近畿 福井県                                             |
| 中国・四国   | 株式会社ビッグ・エス           | 香川県高松市         | 四国 岡山県 広島県 山口県 鳥取県（鳥取本店除く） 島根県 |
| 中国・四国   | 株式会社ウシオ（FC）           | 鳥取県鳥取市         | 鳥取県（鳥取本店のみ）                                  |
| 九州         | 株式会社九州ケーズデンキ       | 鹿児島県鹿児島市     | 九州                                                    |

### 2023年3月現在の地域別店舗数
店舗情報に準ずる。
- 北海道・東北 - 108店舗
- 関東 - 151店舗
- 信越・北陸 - 52店舗
- 東海 - 68店舗
- 関西 - 73店舗
- 中国・四国 - 47店舗
- 九州 - 50店舗（沖縄県は未出店）

## CMキャラクター
- アンタッチャブル
  - 全国の店員同士2人が、具体的な電気メーカーと商品名を特定された商品を利用し、その商品本来の機能の技を競うCM（観客席も同社社員）の司会として登場。
- ザ・ドリフターズ（2006年7月 - 2015年3月）
  - 志村けん
    - 2007年以降はバカ殿のキャラクターで登場。

  - 仲本工事
  - 加藤茶
  - 高木ブー
- ちびまる子ちゃん（2015年4月 - ）
  - まる子役の声優を担当していたTARAKOが2024年3月に死去した時は、ケーズデンキも公式サイトで追悼のコメントを出していた[79]。アニメ本編のまる子役声優は菊池こころに交代したが、TVCMでの声優交代は同年7月1日からとなった（声優の交代と同時にTVCMでの字幕表示に対応した）。

## ケーズの特徴

### 品揃え
今日、家電量販店の競合他社では家電製品やパソコンに限らず、おもちゃやテレビゲーム、食料品や医薬品、家具といった商品を扱い多角化している例が多いが、ケーズデンキでは家電とパソコン、携帯電話などに品揃えを絞っている。このことについて、社長のインタビューによると方針として電気に徹する考えとコストの問題を挙げている。
かつてはケーズデンキでもCD・ゲーム・書籍を扱っている店がいくつかあったが、2003年にワンダーコーポレーションと資本業務提携をしてからは家電事業に特化し、水戸本店を除き書籍等の取扱いをやめたが、水戸本店も2013年に取扱いを終了し、撤退した。

### あんしんパスポート
競合他社でも使われるいわゆる会員カードである。あんしんパスポートは有効期限などはなく、同時にポイントシステムも導入しておらず、カード所有者に現金値引と称する値引きを行なっている。
また、近年はあんしんパスポートアプリを展開しており、不定期にアプリ会員限定のクーポンを配信したり、アプリ会員限定の値引き率アップなどを行っている。
競合他社と比較し、後付けのポイントシステムではなく販売価格にそのまま反映する値引きシステムである。値段の分かりやすさという点においては最も分かりやすいシステムである。
現金値引という言葉を用いているが、クレジットカードや各種モバイルバーコード決済を使用できないということはなく、同時にそれによって値引き率が下がることはない。(その為、現金払いをするから安くと言った価格交渉は期待しにくい)
競合他社では、会員カードと一緒のクレジットカードの発行を強く推奨しているが、ケーズデンキでは積極的なカードの推奨は行なっていない。ただし、ジャックスとオリコの2社と提携を行なっており、ケーズデンキで指定商品の購入をすると、分割金利の優遇を行うキャンペーンなどはある。

### 出店方針
ケーズデンキは、他の家電量販店のように大都市駅前などへの展開はせず、郊外型出店を中心としている。また、近年は駅前ターミナル型とは異なり、高層マンション群をターゲットにした「都市型」の出店も進めている。

## 評価とトラブル
「日経ビジネス」が行なっている、アフターサービスランキングにおいて、同社は2010年版より家電量販店部門において5年連続1位を獲得している。（2010年はデオデオと同率1位。参考として、2位は2011年以降デオデオと上新電機が争い、ヨドバシカメラが4年連続3位となっている）
なお、本ランキングに対しては、ヤマダ電機が本ランキングに対する別の提訴（本件に対しては棄却）の際、東京地方裁判所よりモニターから回答者を無作為抽出した上で、組織票を防ぐ対策を行っていたことなどから「合理的な調査結果になるような配慮がなされている」とされているが、2010年7月の「日経ビジネス」記事掲載時に、ケーズデンキが1位（前年度：4位）、ヤマダ電機は当時の家電量販店の中では最下位にあたる14位（前年度と同じ）とされ、ケーズデンキは同年8月から約1年間に亘り、当該記事を各店舗で配布した（これは発行元の日経BPの許可を得ていた）。これに対しヤマダ電機側は、「ヤマダ電機のサービスが著しく劣っていると消費者に誤認を与えかねず、営業妨害に当たり違法である」などと主張して、5,500万円の損害賠償を求め東京地方裁判所に別途訴訟を起こしたが、東京地裁の石井浩裁判長は「ランキングの根拠となった調査には、恣意(しい)的な結果が生じるような事情はなかった」と述べ、ヤマダ電機側の請求を棄却した。

## 関連書籍
- 加藤修一『すべては社員のために 「がんばらない経営」』かんき出版、2011年 ISBN 476126795X
- 立石泰則 『「がんばらない」経営 不況下でも増収増益を続けるケーズデンキの秘密』 草思社、2010年 ISBN 4794217463